# SAR-87
Le Sterling SAR-87 est un fusil d'assaut développé à la fin du XXe siècle.
Il a été conçu conjointement par Sterling Armaments et Chartered Industries de Singapour au début des années 1980 comme une version avancée de l'AR-18 pour les ventes à l'exportation sous le nom de Light Automatic Rifle (LAR).
 
Il a été également proposé aux forces armées britanniques, qui le refusèrent parce qu'elles étaient déjà en cours d'adoption du système d'armes SA80 fabriqués par Royal Ordnance Factories.
Le LAR était une arme robuste basée sur l'excellent AR-18 avec la polyvalence de la carabine M16. Il pouvait également être converti facilement du calibre militaire 5,56x45 mm au calibre 9x19 mm en changeant l'ensemble chambre-canon, afin de fournir un pistolet mitrailleur pour les forces de police.
Sterling Armaments a essayé de promouvoir cette arme, renommée SAR-87, pendant quelques années, mais à la fin des années 1980, l'entreprise au bord de la faillite a été rachetée par le gouvernement britannique, qui a choisi de ne pas la sauver.
Moins d'une centaine de SAR-87 ont été construits.

## Sources
- (en) Military Small Arms of the 20th Century, 4th Edition, by Ian V. Hogg and John Weeks,  (ISBN 0-910676-28-3),Ca 1981

- (en) Cet article est partiellement ou en totalité issu de l’article de Wikipédia en anglais intitulé « Sterling SAR-87 » (voir la liste des auteurs).